# 安達斯·史雲遜
安達斯·史雲遜（瑞典語：Anders Svensson，1976年7月17日—），瑞典足球員，司職進攻中場。

## 球會生涯

### 早期生涯
早在 5 歲的時候，安達斯·史雲遜已開始在球會Guldhedens IK踢球。他在那裡效力了十年，到 1991 年，他才轉到艾夫斯堡。在球場上，安達斯·史雲遜大多數時間都擔任攻擊中場，他是少數的瑞典中場球員貫徹著技術型的踢法。他在 1993 年得到球會提升上一隊，才漸漸得到亮相職業聯賽的機會。
1997 年，他更協助艾夫斯堡重返瑞典超級聯賽。那段時間，安達斯·史雲遜與防守中場連達羅夫及前鋒貝隆特，都是球隊的新星。他在 1993 年至 2001 年期間，安達斯·史雲遜為艾夫斯堡上陣了超過 150 場比賽，並取得 38 個入球。

### 修咸頓
在 2001 年，英超球會修咸頓從艾夫斯堡收購安達斯·史雲遜，得到一個在世界其中一個最高水平的聯賽踢球的機會。來到修咸頓後，他比較少機會出任球隊的進攻中場，反而較多負責左路的側擊工作。雖然如此，安達斯·史雲遜的表現十分穩定，他加盟修咸頓的首個球季便協助球隊取得 11 名，在 2003 年，修咸頓更打入英格蘭足總盃決賽，縱然最後不敵阿仙奴。然而，修咸頓在 2004/05 球季的表現大為走樣，安達斯·史雲遜亦在球季結束後獲准離隊。

### 重返瑞超
2005年夏天，安達斯·史雲遜回到艾夫斯堡效力，並在 2006 年帶領球隊奪得失落了 45 年的瑞典超級聯賽冠軍。

## 瑞典國家隊
在1999年，安達斯·史雲遜首次為瑞典國家隊上陣，對手為南非。
安達斯·史雲遜是一個處理自由球極佳的球員。在 2002 年世界盃，瑞典國家隊被編入「死亡之組」，與南美勁旅阿根廷、歐洲的英格蘭和非洲的超霸鷹尼日利亞同組。當中在最後一輪對阿根廷的分組賽中，安達斯·史雲遜射入一個妙絕的罰球，為瑞典先開紀錄。最終瑞典更被一致看淡的情況下，以一勝二和的不敗成績首名出線 16 強。之後瑞典對塞內加爾的 16 強淘汰賽於 90 分鐘內不分勝負。到了加時階段，他曾巧妙地扭過對手在禁區邊起腳施射，但這次攻門中柱彈出，結果瑞典亦在 16 強止步。此後安達斯·史雲遜亦有出席2004年歐洲國家盃和2006年世界盃。在2004年歐洲國家盃外圍賽中，他在 11 場比賽中射入 2 球及交出 1 個助攻，帶領球隊晉身決賽周。在 2008 年 2 月對土耳其的友誼賽中，安達斯·史雲遜更被任命為隊長。

## 榮譽
修咸頓
- 英格蘭足總盃亞軍 2003

艾夫斯堡
- 瑞典盃冠軍 2001
- 瑞典超級聯賽冠軍 2006